# Institut for Matematiske Fag (Aalborg Universitet)
 For alternative betydninger, se Institut for Matematiske Fag. (Se også artikler, som begynder med Institut for Matematiske Fag)
Institut for Matematiske Fag er et institut på Aalborg Universitet under Det Ingeniør- og Naturvidenskabelige Fakultet. Uddannelserne fokuserer på matematik (inkl. statistik), matematik-økonomi og matematik-teknologi.
Instituttet ledes af en institutleder, samt en viceinstitutleder for hhv. uddannelse, samt for eksterne samarbejder og innovation.

## Uddannelser
Der udbydes tre uddannelser, som både er på bachelor- og kandidatniveau.
- Matematik
- Matematik-økonomi
- Matematik-teknologi